# Aleksandr Bubnov
Aleksandr Viktorovič Bubnov (in russo Александр Викторович Бубнов?, Aleksandr Viktorovich Bubnov; Ljubercy, 10 ottobre 1955) è un ex calciatore sovietico, poi russo.

## Palmarès

### Giocatore

#### Competizioni nazionali
- Campionato sovietico: 3

Dinamo Mosca: 1976
Spartak Mosca: 1987, 1989
- Coppa dell'Unione Sovietica: 1

Dinamo Mosca: 1977
- Supercoppa dell'Unione Sovietica: 1

Dinamo Mosca: 1977

#### Competizioni internazionali
- Kubok Federacii SSSR: 1

Spartak Mosca: 1987